# شناخت داستانی
شناخت داستانی، حالت‌های روانی را بر اساس داستان‌ها و مشاهدهٔ موارد خاص به جانورانی نسبت می‌دهد، بدون اینکه این مشاهدات در طول آزمایش‌های کنترل شده صورت گرفته باشد.
این موضوع مغایر با رفتارگرایی ست، رفتارگرایان می‌گویند که آزمایش‌های کنترل‌شده برای اندازه‌گیری صحیح محرک و ثبت رفتار مشاهده شده ضروری هستند.

## شناخت جانوران
شناخت داستانی اغلب توسط رفتارگرایان مورد انتقاد قرار گرفته‌است. آن‌ها با استفاده از موارد خاص، مانند هانس باهوش، استفاده از شواهد داستانی را در ارزیابی شناخت جانوران بی‌اعتبار کردند.
هانس باهوش اسبی بود که ادعا می‌شد می‌تواند با استفاده از سم‌هایش جمع و تفریق انجام دهد و حتی به پرسش‌هایی دربارۀ سیاست‌های اروپا پاسخ دهد. اما در پژوهش‌های بعدی مشخص شد که در حقیقت صاحب اسب ندانسته به او اشاره می‌کرد و زمانی که او از اتاق خارج شد، اسب نتوانست پاسخ دهد.
شناخت داستانی به رفتارگرایان این‌گونه پاسخ می‌دهد که روشن است که ما با مشاهده می‌توانیم مطالب زیادی در مورد فرآیندهای شناختی جانوران بدانیم و این مذاکره می‌تواند از اینجا آغاز شود، با مشاهدهٔ ساده، نه در شرایط کنترل شده یا در آزمایشگاه.